# Eisvogelartige
Die Einteilung der Lebewesen in Systematiken ist kontinuierlicher Gegenstand der Forschung. So existieren neben- und nacheinander verschiedene systematische Klassifikationen. 
Das hier behandelte Taxon ist durch neue Forschungen obsolet geworden oder ist aus anderen Gründen nicht Teil der in der deutschsprachigen Wikipedia dargestellten Systematik.

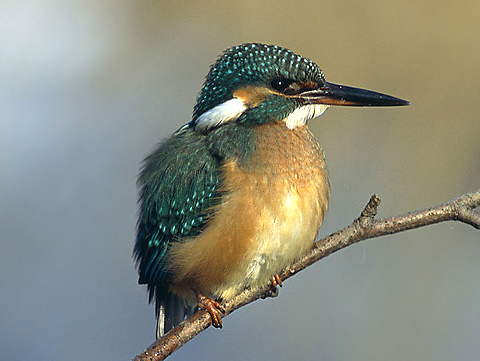
Eisvogel (Alcedo atthis)

Die Eisvogelartigen (Alcediniformes Feduccia, 1977) sind eine umstrittene Ordnung der Vögel. Die in ihr enthaltenen Familien werden in fast allen aktuellen Systematiken in die Ordnung der Rackenvögel (Coraciiformes) eingegliedert.

## Beschreibung
Zu den Alcediniformes zählen überaus bunte Vögel. Von den Rackenvögeln unterscheiden sie sich durch den langen, speerförmigen Schnabel (Racken haben kurze, abgerundete Schnäbel), den großen Kopf und den viel kürzeren Hals. Der Oberkiefer kann hakenförmig aber auch gerade sein, der Unterkiefer ist gerade (bei den Eisvögeln sogar leicht nach oben gebogen). Sie haben eine sehr kompakte Körperform und kleine schwache Füße. Sie ernähren sich ausschließlich carnivor.
Die Alcediniformes werden zusammen mit den Coraciiformes und den Upupiformes in eine Gruppe geordnet. Innerhalb der Ordnung sind die Verwandtschaftsverhältnisse der Familien noch unklar, derzeit geht man davon aus, dass die Bienenfresser die primitivste Familie bilden und die Todis das Schwestertaxon der Sägeracken sind. Die Ordnung hat ihren Ursprung wahrscheinlich in der Alten Welt.
Zu den Alcediniformes zählten die folgenden Familien:
- Bienenfresser (Meropidae), aus Afrika, Südasien und Südeuropa
- Eisvögel (Alcedinidae), aus der gesamten Alten Welt und Nordamerika
- Sägeracken (Momotidae), aus dem nördlichen Südamerika und Mittelamerika
- Todis (Todidae), von den Kleinen- und Großen Antillen